# 夸索洛
夸索洛（義大利語：Quassolo），是意大利都灵省的一个市镇。总面积3平方公里，人口363人，人口密度121.0人/平方公里（2009年）。ISTAT代码为001209。